# ブルック・アベニュー駅
ブルック・アベニュー駅 (Brook Avenue) はブロンクス区モット・ヘイヴンの東138丁目とブルック・アベニューの交差点に位置するニューヨーク市地下鉄IRTペラム線の駅である。6系統が終日停車する。

## 駅構造
| G          | 地上階                     | 出入口 |
| P ホーム階 | 相対式ホーム、右側扉が開く | 相対式ホーム、右側扉が開く |
| P ホーム階 | 南行緩行線                 | ← ブルックリン・ブリッジ-シティ・ホール駅行き（3番街-138丁目駅）                                                                          |
| P ホーム階 | 混雑方向急行線             | ← 平日日中混雑方向：通過 → |
| P ホーム階 | 北行緩行線                 | → 平日午後：パークチェスター駅行き（サイプレス・アベニュー駅） → → 平日午後以外：ペラム・ベイ・パーク駅行き（サイプレス・アベニュー駅） → |
| P ホーム階 | 相対式ホーム、右側扉が開く | |

駅はペラム線が3番街-138丁目駅からハンツ・ポイント・アベニュー駅まで延伸開業した1919年1月7日に開業した。相対式ホーム2面と緩行線2線・急行線1線を有した2面3線の地下駅で、中央の急行線はラッシュ時に<6>系統が通過している。
駅は1960年代にホーム有効長を延長しており、この際に南北ホームが前後にずれている。
1981年にMTAは地下鉄内で最も老朽化した69駅の中に当駅をあげている。駅はMTAの2015-2019年投資計画の一環としてその他30駅と共に改装される。改装期間中は最大6ヶ月間は駅は休止される。改装工事ではWi-Fiや携帯端末充電所の設置、案内看板や照明の更新が行われる予定である。しかし、この改装工事は資金不足のため2020-2024年投資計画まで延期されている。また、2020-2024年の投資計画においてエレベーターの設置予定が盛り込まれている。

### 出口

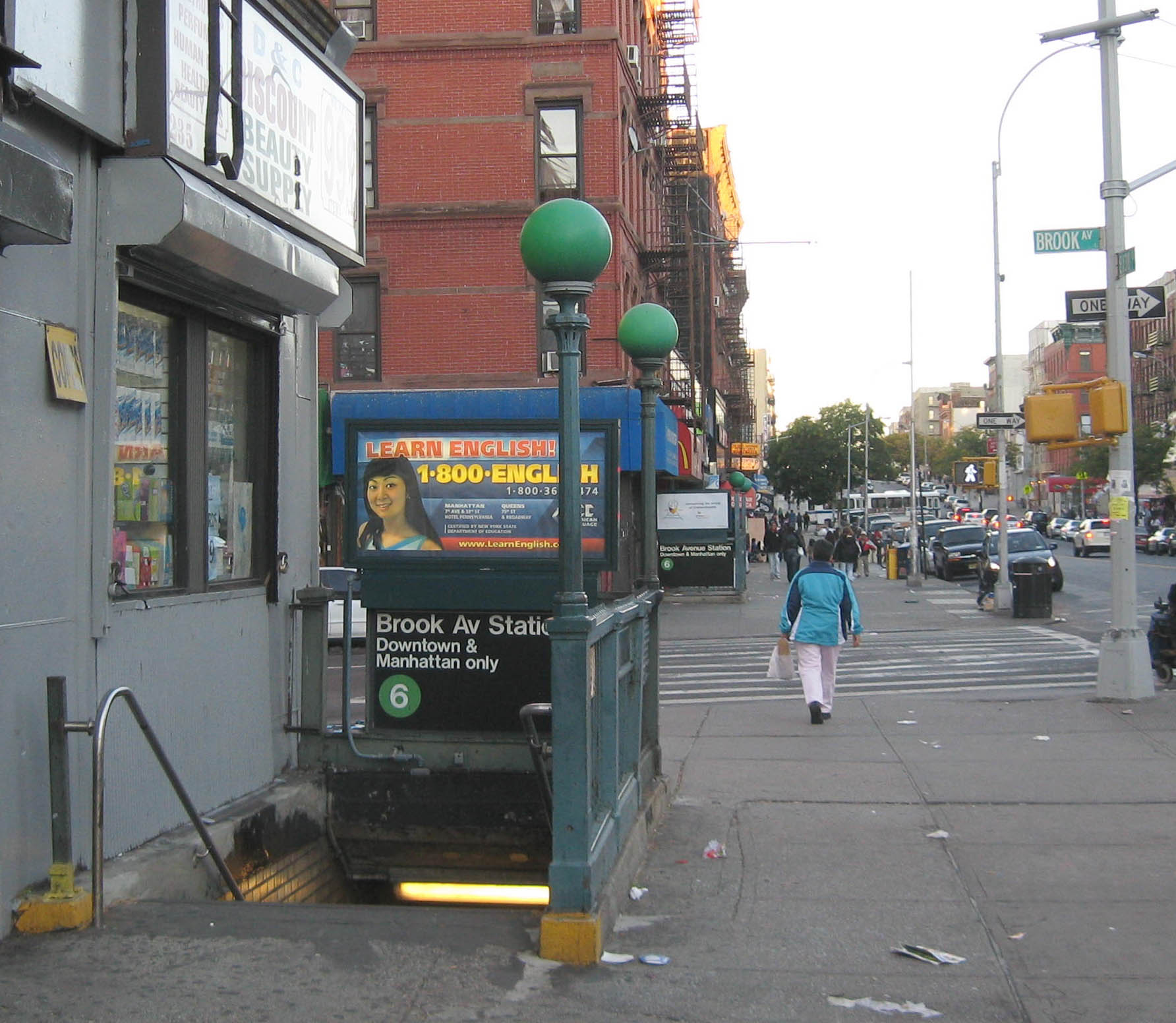
入口

改札は各ホーム中央に位置し、ホーム間連絡通路は設置されていない。それぞれの改札口に回転式改札機ときっぷ売り場、地上への階段2つがあり北行ホーム側は東138丁目とブルック・アベニューの交差点南東・南西に、南行ホーム側は同交差点北東・北西に接続している。